# (4246) Telemann
(4246) Telemann ist ein Hauptgürtelasteroid, der am 24. September 1982 von Freimut Börngen vom Karl-Schwarzschild-Observatorium entdeckt wurde.
Der Asteroid ist nach dem deutschen Komponisten Georg Philipp Telemann benannt.